# Crémasse
 (novembre 2016).

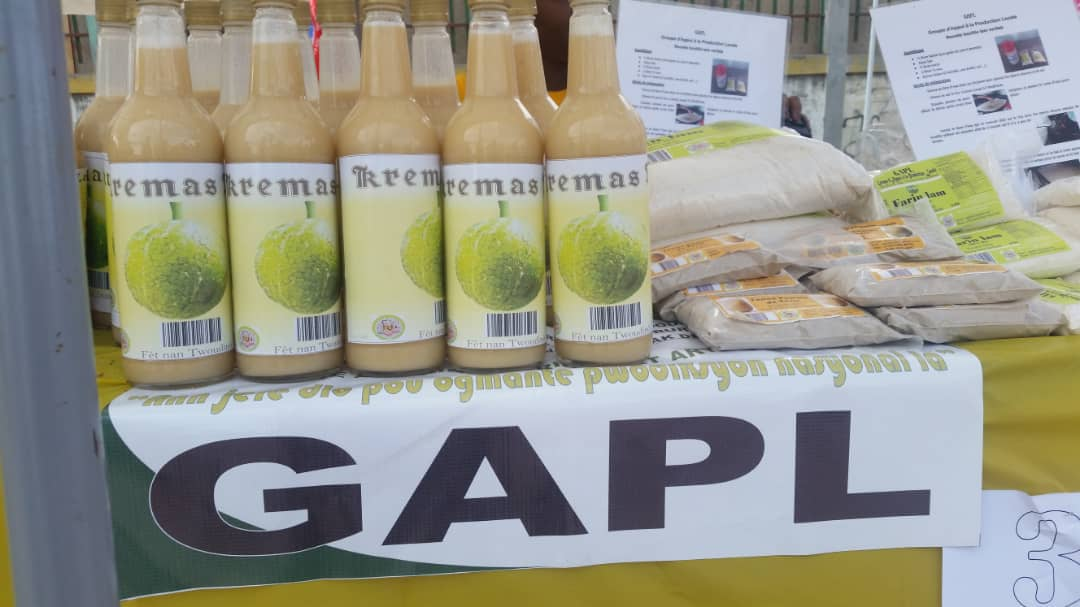
Crémasse parfumé au fruit à pain.

Le crémasse (Kremas en créole haïtien), est une boisson alcoolisée d’une texture douce et crémeuse originaire d’Haïti.
La boisson est faite principalement à partir de crème de noix de coco, de lait condensé sucré, de lait évaporé et de rhum. Le rhum brun est ordinairement utilisé, mais le rhum blanc lui est fréquemment substitué. Diverses épices sont ajoutées comme la cannelle, la muscade, l’anis, ainsi que des ingrédients variés tels que l'extrait de vanille et de l'alcool pur. La recette varie d'une personne à l’autre avec peu de différence dans les ingrédients. Cependant, l'aspect général et le goût restent les mêmes. Très populaire en Haïti, le crémasse est servi régulièrement lors d’événements spéciaux et des fêtes de Noël. Il est habituellement consommé froid, mais il peut être servi à température ambiante. La boisson a été récemment commercialisée en Haïti ainsi qu’aux États-Unis.